# Микроелемент
Микроелементите са химични елементи, които се съдържат в организмите в хилядни части от процента (желязо, мед, цинк, молибден, бром, флуор, аргон, йод и др.). Те са необходими за нормалната жизнена дейност. Влизат в състава на ензими, витамини, хормони. Влияят на растежа, размножаването, кръвообразуването и др. Недостигът или излишъкът им води до нарушения в обмяната на веществата.

## Цинк
Препоръчителната дневна доза цинк за възрастен човек е 15 мг, а безопасната горна граница е 40 мг. Добри хранителни източници на цинк са телешко и пилешко месо, яйца, ядки, морски продукти, зърнени храни, кисело мляко.
Цинкът и витамин А си взаимодействат в зрителния апарат, за да поддържат нормалния процес на адаптиране към тъмнината.
Признаците на евентуален недостиг на цинк включват слаба имунна защита, загуба на коса, депресия, загуба на тегло, подуване, загуба на апетит, обриви и други кожни промени.
Прекалено големи количества цинк могат да причинят гадене, главоболие, апатия или раздразнителност, стомашни неразположения и повръщане. Приемането на дози от 30 до 100
мг. дневно в продължение на няколко седмици влошава абсорбцията на мед в организма и може да доведе до недостиг на мед. По тази причина лекарите често препоръчват на хора, приемащи цинкови добавки да премат и допълнителни количества мед в съотношение 1 мг Cu: 10 мг.Zn.
Повече от 40 мг. дневно могат да повишат риска от развиване на анемия. Такива високи дози цинк се препоръчват при лечение на болест на Уилсън, при която се наблюдава излишък от мед в организма.
Изследвания са установили, че увеличени количества цинк в хранителния режим, забележително намаляват резултатността на мозъчната дейност у хора, страдащи от болест на Алцхаймер. Заради тези рискове се препоръчва цинкови добавки, надвишаващи дневната препоръчителна доза, да се приемат само под лекарско наблюдение.
Микроелементът цинк влиза в структурата на активния център на няколкостотин металоензими. Той е необходим за функционирането на ДНК- и РНК-полимеразите, контролиращи процесите на предаване на наследствената информация и биосинтез на белтъчини, а с това и репаративните процеси в организма, а също и ензима на ключовата реакция в биосинтеза на хем, влизащ в структурата на хемоглобина, цитохромите на дихателните вериги на митохондриите, цитохром Р-450, каталазата и миелопероксидазата. Цинкът влиза в структурата на ключивия антиоксидантен ензим – (Zn, Cu)-супероксиддисмутаза и индуцира биосинтеза на защитните белтъчини в клетката, по силата на което цинкът е антиоксидант с репаративно действие. Цинкът играе важна роля в реализацията на хормоналните функции в организма. Той влияе непосредствено върху произвеждането и функционирането на инсулина, а с това и върху всички инсулинозависими процеси. При мъжете цинка участва в синтеза на тестостерон и функционирането на половите жлези, по силата на което се проследява и обратната връзка между нивото на цинка в организма и потентността. Тъй като е инхибитор на 5-алфа-редуктаза, цинкът регулира нивото на метаболит на тестостерона – дихидротестостерон, а неговият излишък обуславя хиперплазията на простатата. Цинкът е необходим и за женския организъм, тъй като влиза в структурата на рецепторите на естроген, като така регулира всички естрогенозависими процеси. Цинкът е жизненоважен за функционирането на тимуса и нормалното състояние на имунната система на организма. Цинкът, заедно с витамин А и витамин С възпрепятства възникването на имунодефицитите, стимулира синтеза на антитела и оказва противовирусно действие. Цинкът помага за заздравяването на рани и язви, участва в процесите на вкусовите възприятия и обонянието, необходим е за функционирането на централната нервна система и процесите на запаметяване.
Съществуват данни за използване на цинков оксид и цинк при лечение на рани от преди 3000 г.
Локалното приложение на цинк при лечение на декубитус и инфекциозни рани е въведено в практиката в края на 60-те години на ХХ век.
Цинкът се използва за регулиране нивото на кортизола в кръвта. Координира функцията на хормона на растежа, на щитовидната жлеза и балансира реакцията на стреса.
Хиалуроновата киселина е нормална съставна част на човешкия организъм – в синовиалната течност, стъкловидното тяло и кожата. Описана е за пръв път през 1934 г.
Дълго време е съществувало схващането, че цинковите йони не могат да бъдат свързани с хиалуроновата киселина.
За пръв път в изследователите на Гедеон Рихтер АД успяват да създадат комплекс на цинк и хиалуронова кисекина.
Комплексът Zn – хиалуронат притежава забележителна антимикробна активност, тествана върху разнообразни бактериални щамове (Psendomonas aeruginosa, Salmonella sp., Escherichia coli. Staphylococcus aureus и др.)
В комплексът Zn – хиалуронат успешно са комбинирани индивидуалните предимства на цинка и хиалуроновата киселина. Прилага се при бавно заздравяващи инфектирани рани като част от комплексната терапия, при язви на подбедрицата, декубитус, за ускоряване на нормалния оздравителен процес при рани.

## Желязо
Желязото може да се срещне в яйцата, в хляба, в зеленчуците и в други храни. Той помага за производството на червени кръвни клетки.

## Йод
Йода може да се срещне в морски водорасли, в лук, в питейна вода и в други храни. Той помага за изгаряне на излишните мазнини.